# تشارلز دنكان الابن
تشارلز ويليام دنكان الابن (بالإنجليزية: Charles Duncan, Jr.)‏ (ولد في 9 سبتمبر 1926) هو رجل أعمال ومسؤول وسياسي أمريكي اشتهر بكونه وزير الطاقة الأمريكي في مجلس وزراء جيمي كارتر من عام 1979 إلى عام 1981. وكان سابقا نائب وزير الدفاع خلال الثورة الإيرانية. أدار دنكان سابقا شركته العائلية، شركة دنكان للقهوة من هيوستن، تكساس لمدة سبع سنوات، حتى استحوذت شركة كوكاكولا عليها في عام 1964. قضى دنكان سبع سنوات في مجلس إدارة كوكاكولا، ثم أصبح رئيس الشركة.

## التعليم
تعلم في جامعة رايس.

## روابط خارجية
- تشارلز دنكان الابن على موقع مونزينجر (الألمانية)
- تشارلز دنكان الابن على موقع إن إن دي بي (الإنجليزية)